# Liga a III-a 2022-2023
Liga a III-a 2022-2023 a fost cel de-al 67-lea sezon al Ligii a III-a, a treia divizie a fotbalului din România. Sezonul a început pe 27 august 2022, și s-a încheiat în mai 2023.
Acest sezon a fost al treilea consecutiv cu un format care include 100 de echipe (câte zece echipe în zece serii). Formatul a fost schimbat în urmă cu două sezoane, din cauza problemelor financiare generate de pandemia de COVID-19.

## Sezonul regular

### Seria 1
| Loc | Echipă             | Pct. | MJ | V  | E | Î  | GM | GP | DG  | Calificare             |
| --- | ------------------ | ---- | -- | -- | - | -- | -- | -- | --- | ---------------------- |
| 1.  | Foresta Suceava    | 42   | 18 | 13 | 3 | 2  | 37 | 10 | +27 | Calificare în Play-off |
| 2.  | Bucovina Rădăuți   | 37   | 18 | 12 | 1 | 5  | 39 | 18 | +21 | Calificare în Play-off |
| 3.  | Ceahlăul           | 33   | 18 | 10 | 3 | 5  | 42 | 23 | +19 | Calificare în Play-off |
| 4.  | CSM Bacău          | 33   | 18 | 9  | 6 | 3  | 33 | 21 | +12 | Calificare în Play-off |
| 5.  | Miroslava          | 29   | 18 | 9  | 2 | 7  | 26 | 19 | +7  | Calificare în Play-out |
| 6.  | Șomuz Fălticeni    | 27   | 18 | 8  | 3 | 7  | 28 | 19 | +9  | Calificare în Play-out |
| 7.  | Viitorul Darabani  | 16   | 18 | 5  | 1 | 12 | 18 | 41 | −23 | Calificare în Play-out |
| 8.  | Rapid Brodoc       | 14   | 18 | 4  | 2 | 12 | 19 | 38 | −19 | Calificare în Play-out |
| 9.  | FK Csíkszereda II  | 10   | 18 | 2  | 4 | 12 | 9  | 36 | −27 | Calificare în Play-out |
| 10. | Dante Botoşani (X) | 6    | 18 | 5  | 1 | 12 | 13 | 39 | −26 | Exclusă                |

1. ↑  Prin decizia Comisiei de Disciplină și Etică din data de 20.03.2023, clubul CS Dante Botoșani a fost exclus din competiție și a fost sancționat cu retrogradarea în ultima categorie competițională organizată de AJF pe teritoriul căreia își are sediul.
2. ↑  CS Dante Botoșani a fost sancționată cu 10 puncte conform deciziei Comisiei de Disciplină și Etică din 18.01.2023, 01.02.2023, 15.02.2023 și 01.03.2023.

### Seria 2
| Loc | Echipă             | Pct. | MJ | V  | E | Î  | GM | GP | DG  | Calificare             |
| --- | ------------------ | ---- | -- | -- | - | -- | -- | -- | --- | ---------------------- |
| 1.  | Râmnicu Sărat      | 45   | 18 | 14 | 3 | 1  | 39 | 7  | +32 | Calificare în Play-off |
| 2.  | Metalul Buzău      | 41   | 18 | 13 | 2 | 3  | 46 | 10 | +36 | Calificare în Play-off |
| 3.  | Unirea Braniștea   | 37   | 18 | 12 | 1 | 5  | 29 | 15 | +14 | Calificare în Play-off |
| 4.  | Aerostar           | 34   | 18 | 10 | 4 | 4  | 50 | 21 | +29 | Calificare în Play-off |
| 5.  | Focșani            | 31   | 18 | 9  | 4 | 5  | 40 | 17 | +23 | Calificare în Play-out |
| 6.  | Sporting Liești    | 27   | 18 | 8  | 3 | 7  | 34 | 28 | +6  | Calificare în Play-out |
| 7.  | Viitorul Ianca     | 19   | 18 | 5  | 4 | 9  | 22 | 37 | −15 | Calificare în Play-out |
| 8.  | FC Bacău⁠(d)        | 16   | 18 | 5  | 1 | 12 | 29 | 42 | −13 | Calificare în Play-out |
| 9.  | Voința Limpeziș⁠(d) | 5    | 18 | 1  | 2 | 15 | 20 | 65 | −45 | Calificare în Play-out |
| 10. | Dacia U Brăila     | 2    | 18 | 0  | 2 | 16 | 8  | 75 | −67 | Calificare în Play-out |

### Seria 3
| Loc | Echipă                   | Pct. | MJ | V  | E | Î  | GM | GP | DG  | Calificare             |
| --- | ------------------------ | ---- | -- | -- | - | -- | -- | -- | --- | ---------------------- |
| 1.  | Afumați                  | 45   | 18 | 15 | 0 | 3  | 53 | 15 | +38 | Calificare în Play-off |
| 2.  | Farul II Constanța⁠(d)    | 31   | 18 | 8  | 7 | 3  | 39 | 20 | +19 | Calificare în Play-off |
| 3.  | Înainte Modelu⁠(d)        | 30   | 18 | 8  | 6 | 4  | 24 | 23 | +1  | Calificare în Play-off |
| 4.  | Gloria Albești⁠(d)        | 29   | 18 | 9  | 2 | 7  | 48 | 32 | +16 | Calificare în Play-off |
| 5.  | Gloria Băneasa⁠(d)        | 28   | 18 | 8  | 4 | 6  | 41 | 34 | +7  | Calificare în Play-out |
| 6.  | Recolta Gheorghe Doja⁠(d) | 25   | 18 | 7  | 4 | 7  | 39 | 33 | +6  | Calificare în Play-out |
| 7.  | Dunărea Călărași         | 24   | 18 | 6  | 6 | 6  | 36 | 23 | +13 | Calificare în Play-out |
| 8.  | Voluntari II             | 18   | 18 | 4  | 6 | 8  | 26 | 35 | −9  | Calificare în Play-out |
| 9.  | Agricola Borcea          | 15   | 18 | 5  | 0 | 13 | 32 | 52 | −20 | Calificare în Play-out |
| 10. | CS Amara⁠(d)              | 7    | 18 | 2  | 1 | 15 | 12 | 83 | −71 | Calificare în Play-out |

### Seria 4
| Loc | Echipă            | Pct. | MJ | V  | E | Î  | GM | GP | DG  | Calificare             |
| --- | ----------------- | ---- | -- | -- | - | -- | -- | -- | --- | ---------------------- |
| 1.  | CS Tunari         | 40   | 16 | 13 | 1 | 2  | 43 | 10 | +33 | Calificare în Play-off |
| 2.  | Popești-Leordeni  | 33   | 16 | 10 | 3 | 3  | 29 | 16 | +13 | Calificare în Play-off |
| 3.  | Moreni            | 23   | 16 | 7  | 2 | 7  | 21 | 24 | −3  | Calificare în Play-off |
| 4.  | Real Bradu⁠(d)     | 22   | 16 | 6  | 4 | 6  | 22 | 36 | −14 | Calificare în Play-off |
| 5.  | CS Dinamo         | 22   | 16 | 6  | 4 | 6  | 35 | 31 | +4  | Calificare în Play-out |
| 6.  | Unirea Bascov     | 18   | 16 | 5  | 3 | 8  | 20 | 27 | −7  | Calificare în Play-out |
| 7.  | FCSB II           | 17   | 16 | 4  | 5 | 7  | 32 | 35 | −3  | Calificare în Play-out |
| 8.  | Pucioasa⁠(d)       | 15   | 16 | 3  | 6 | 7  | 18 | 22 | −4  | Calificare în Play-out |
| 9.  | Câmpulung Elite   | 10   | 16 | 2  | 4 | 10 | 11 | 30 | −19 | Calificare în Play-out |
| 10. | Astra Giurgiu (X) | 0    | 0  | 0  | 0 | 0  | 0  | 0  | 0   | Exclusă                |

1. ↑  Prin decizia Comisiei de Disciplină și Etică din data de 19.10.2022, clubul AFC Astra a fost sancționat cu retrogradarea în ultima categorie competițională organizată de AJF pe teritoriul căreia își are sediul.

### Seria 5
| Loc | Echipă               | Pct. | MJ | V  | E | Î  | GM | GP | DG  | Calificare             |
| --- | -------------------- | ---- | -- | -- | - | -- | -- | -- | --- | ---------------------- |
| 1.  | CS Blejoi            | 42   | 18 | 13 | 3 | 2  | 54 | 19 | +35 | Calificare în Play-off |
| 2.  | CSO Plopeni          | 32   | 18 | 9  | 5 | 4  | 18 | 10 | +8  | Calificare în Play-off |
| 3.  | Cetatea Râșnov⁠(d)    | 30   | 18 | 9  | 3 | 6  | 27 | 19 | +8  | Calificare în Play-off |
| 4.  | SR Brașov            | 30   | 18 | 9  | 3 | 6  | 26 | 22 | +4  | Calificare în Play-off |
| 5.  | Odorheiu Secuiesc    | 25   | 18 | 7  | 4 | 7  | 31 | 20 | +11 | Calificare în Play-out |
| 6.  | Păulești⁠(d)          | 24   | 18 | 7  | 3 | 8  | 21 | 33 | −12 | Calificare în Play-out |
| 7.  | Sepsi II             | 19   | 18 | 5  | 4 | 9  | 25 | 39 | −14 | Calificare în Play-out |
| 8.  | Kids Tâmpa Brașov⁠(d) | 18   | 18 | 5  | 3 | 10 | 22 | 31 | −9  | Calificare în Play-out |
| 9.  | Olimpic Zărnești⁠(d)  | 16   | 18 | 4  | 4 | 10 | 27 | 40 | −13 | Calificare în Play-out |
| 10. | Târgu Secuiesc       | 16   | 18 | 4  | 4 | 10 | 15 | 33 | −18 | Calificare în Play-out |

### Seria 6
| Loc | Echipă               | Pct. | MJ | V  | E | Î  | GM | GP | DG  | Calificare             |
| --- | -------------------- | ---- | -- | -- | - | -- | -- | -- | --- | ---------------------- |
| 1.  | CSM Alexandria       | 40   | 18 | 13 | 1 | 4  | 31 | 8  | +23 | Calificare în Play-off |
| 2.  | Sporting Roșiori     | 32   | 18 | 10 | 2 | 6  | 37 | 22 | +15 | Calificare în Play-off |
| 3.  | Horezu⁠(d)            | 32   | 18 | 9  | 5 | 4  | 27 | 19 | +8  | Calificare în Play-off |
| 4.  | Viitorul Dăești      | 30   | 18 | 8  | 6 | 4  | 27 | 15 | +12 | Calificare în Play-off |
| 5.  | Turnu Măgurele       | 28   | 18 | 8  | 4 | 6  | 26 | 28 | −2  | Calificare în Play-out |
| 6.  | Cozia Călimănești⁠(d) | 22   | 18 | 5  | 7 | 6  | 21 | 24 | −3  | Calificare în Play-out |
| 7.  | Petrolul Potcoava    | 22   | 18 | 6  | 4 | 8  | 14 | 20 | −6  | Calificare în Play-out |
| 8.  | CS U Craiova II⁠(d)   | 19   | 18 | 5  | 4 | 9  | 21 | 21 | 0   | Calificare în Play-out |
| 9.  | Vedița Colonești⁠(d)  | 15   | 18 | 4  | 3 | 11 | 14 | 33 | −19 | Calificare în Play-out |
| 10. | Minerul Costeşti⁠(d)  | 11   | 18 | 3  | 2 | 13 | 10 | 38 | −28 | Calificare în Play-out |

### Seria 7
| Loc | Echipă                 | Pct. | MJ | V  | E | Î  | GM | GP | DG  | Calificare             |
| --- | ---------------------- | ---- | -- | -- | - | -- | -- | -- | --- | ---------------------- |
| 1.  | CSM Deva               | 46   | 18 | 14 | 4 | 0  | 62 | 9  | +53 | Calificare în Play-off |
| 2.  | CSO Filiași⁠(d)         | 37   | 18 | 12 | 1 | 5  | 45 | 28 | +17 | Calificare în Play-off |
| 3.  | Gilortul Cărbunești⁠(d) | 36   | 18 | 11 | 3 | 4  | 32 | 23 | +9  | Calificare în Play-off |
| 4.  | Viitorul Șimian        | 34   | 18 | 11 | 1 | 6  | 49 | 29 | +20 | Calificare în Play-off |
| 5.  | Jiul Petroșani         | 28   | 18 | 8  | 4 | 6  | 31 | 21 | +10 | Calificare în Play-out |
| 6.  | Voința Lupac⁠(d)        | 27   | 18 | 8  | 3 | 7  | 30 | 23 | +7  | Calificare în Play-out |
| 7.  | Aurul Brad             | 14   | 18 | 4  | 2 | 12 | 27 | 56 | −29 | Calificare în Play-out |
| 8.  | Retezatul Hațeg⁠(d)     | 13   | 18 | 3  | 4 | 11 | 23 | 34 | −11 | Calificare în Play-out |
| 9.  | Viitorul II Pandurii   | 11   | 18 | 3  | 2 | 13 | 19 | 62 | −43 | Calificare în Play-out |
| 10. | Progresul Ezeriș       | 10   | 18 | 2  | 4 | 12 | 11 | 43 | −32 | Calificare în Play-out |

### Seria 8
| Loc | Echipă                  | Pct. | MJ | V  | E | Î  | GM | GP | DG  | Calificare             |
| --- | ----------------------- | ---- | -- | -- | - | -- | -- | -- | --- | ---------------------- |
| 1.  | Reșița                  | 42   | 18 | 13 | 3 | 2  | 43 | 9  | +34 | Calificare în Play-off |
| 2.  | Șoimii Lipova           | 39   | 18 | 12 | 3 | 3  | 36 | 13 | +23 | Calificare în Play-off |
| 3.  | Ghiroda/Giarmata Vii    | 36   | 18 | 11 | 3 | 4  | 33 | 18 | +15 | Calificare în Play-off |
| 4.  | Crișul Chișineu Criș⁠(d) | 28   | 18 | 7  | 7 | 4  | 26 | 19 | +7  | Calificare în Play-off |
| 5.  | Progresul Pecica        | 23   | 18 | 6  | 5 | 7  | 33 | 32 | +1  | Calificare în Play-out |
| 6.  | Stár Bišnov⁠(d)          | 23   | 18 | 7  | 2 | 9  | 24 | 38 | −14 | Calificare în Play-out |
| 7.  | Phoenix Buziaș⁠(d)       | 19   | 18 | 4  | 7 | 7  | 24 | 28 | −4  | Calificare în Play-out |
| 8.  | Avântul Periam          | 16   | 18 | 4  | 4 | 10 | 23 | 48 | −25 | Calificare în Play-out |
| 9.  | ACB Ineu                | 12   | 18 | 2  | 6 | 10 | 16 | 32 | −16 | Calificare în Play-out |
| 10. | Gloria LT Cermei⁠(d)     | 10   | 18 | 2  | 4 | 12 | 13 | 34 | −21 | Calificare în Play-out |

### Seria 9
| Loc | Echipă              | Pct. | MJ | V  | E | Î  | GM | GP | DG  | Calificare             |
| --- | ------------------- | ---- | -- | -- | - | -- | -- | -- | --- | ---------------------- |
| 1.  | Corvinul            | 52   | 18 | 17 | 1 | 0  | 61 | 9  | +52 | Calificare în Play-off |
| 2.  | Unirea Ungheni      | 32   | 18 | 10 | 2 | 6  | 34 | 26 | +8  | Calificare în Play-off |
| 3.  | Metalurgistul Cugir | 31   | 18 | 9  | 4 | 5  | 28 | 21 | +7  | Calificare în Play-off |
| 4.  | Unirea Alba Iulia   | 30   | 18 | 9  | 3 | 6  | 33 | 26 | +7  | Calificare în Play-off |
| 5.  | Tg. Mureș 1898      | 24   | 18 | 7  | 3 | 8  | 31 | 31 | 0   | Calificare în Play-out |
| 6.  | Avântul Reghin      | 24   | 18 | 6  | 6 | 6  | 21 | 26 | −5  | Calificare în Play-out |
| 7.  | CSU Alba Iulia      | 21   | 18 | 5  | 6 | 7  | 17 | 22 | −5  | Calificare în Play-out |
| 8.  | Viitorul Cluj⁠(d)    | 16   | 27 | 4  | 4 | 19 | 18 | 29 | −11 | Calificare în Play-out |
| 9.  | Sănătatea Cluj      | 14   | 18 | 4  | 2 | 12 | 35 | 54 | −19 | Calificare în Play-out |
| 10. | CS Ocna Mureș       | 9    | 18 | 2  | 3 | 13 | 22 | 56 | −34 | Calificare în Play-out |

### Seria 10
| Loc | Echipă                 | Pct. | MJ | V  | E | Î  | GM | GP | DG  | Calificare             |
| --- | ---------------------- | ---- | -- | -- | - | -- | -- | -- | --- | ---------------------- |
| 1.  | FC Bihor               | 40   | 18 | 13 | 1 | 4  | 39 | 24 | +15 | Calificare în Play-off |
| 2.  | CSM Satu Mare          | 38   | 18 | 12 | 2 | 4  | 35 | 17 | +18 | Calificare în Play-off |
| 3.  | Gloria Bistrița Năsăud | 38   | 18 | 12 | 2 | 4  | 29 | 12 | +17 | Calificare în Play-off |
| 4.  | Băile Felix⁠(d)         | 27   | 18 | 7  | 6 | 5  | 27 | 24 | +3  | Calificare în Play-off |
| 5.  | SCM Zalău⁠(d)           | 27   | 18 | 8  | 3 | 7  | 24 | 20 | +4  | Calificare în Play-out |
| 6.  | Minerul Ocna⁠(d)        | 21   | 17 | 6  | 3 | 8  | 22 | 27 | −5  | Calificare în Play-out |
| 7.  | Sighetu Marmației      | 20   | 18 | 5  | 5 | 8  | 25 | 34 | −9  | Calificare în Play-out |
| 8.  | CFR II Cluj            | 16   | 18 | 4  | 4 | 10 | 16 | 29 | −13 | Calificare în Play-out |
| 9.  | Victoria Carei         | 14   | 18 | 4  | 2 | 12 | 15 | 31 | −16 | Calificare în Play-out |
| 10. | Șimleu Silvaniei       | 11   | 18 | 3  | 4 | 11 | 14 | 28 | −14 | Calificare în Play-out |

1. ↑  Sportul Șimleu Silvaniei a fost sancționată cu 2 puncte conform deciziei Comisiei de Disciplină și Etică din 21.09.2022.

## Play-off
| Loc | Echipă           | Pct. | MJ | V | E | Î | GM | GP | DG | Calificare                        |
| --- | ---------------- | ---- | -- | - | - | - | -- | -- | -- | --------------------------------- |
| 1.  | Foresta Suceava  | 55   | 9  | 3 | 4 | 2 | 10 | 9  | +1 | Baraj de promovare în Liga a II-a |
| 2.  | Ceahlăul         | 49   | 9  | 4 | 4 | 1 | 15 | 14 | +1 | Baraj de promovare în Liga a II-a |
| 3.  | CSM Bacău        | 45   | 9  | 3 | 3 | 3 | 11 | 10 | +1 |                                   |
| 4.  | Bucovina Rădăuți | 44   | 9  | 2 | 1 | 6 | 11 | 14 | −3 |                                   |

| Loc | Echipă           | Pct. | MJ | V | E | Î | GM | GP | DG | Calificare                        |
| --- | ---------------- | ---- | -- | - | - | - | -- | -- | -- | --------------------------------- |
| 1.  | Metalul Buzău    | 58   | 9  | 5 | 2 | 2 | 14 | 10 | +4 | Baraj de promovare în Liga a II-a |
| 2.  | Râmnicu Sărat    | 56   | 9  | 3 | 2 | 4 | 11 | 11 | 0  | Baraj de promovare în Liga a II-a |
| 3.  | Unirea Braniștea | 54   | 9  | 5 | 2 | 2 | 9  | 7  | +2 |                                   |
| 4.  | Aerostar         | 40   | 9  | 2 | 0 | 7 | 9  | 15 | −6 |                                   |

| Loc | Echipă                | Pct. | MJ | V | E | Î | GM | GP | DG  | Calificare                        |
| --- | --------------------- | ---- | -- | - | - | - | -- | -- | --- | --------------------------------- |
| 1.  | Afumați               | 69   | 9  | 8 | 0 | 1 | 29 | 2  | +27 | Baraj de promovare în Liga a II-a |
| 2.  | Farul II Constanța⁠(d) | 47   | 9  | 5 | 1 | 3 | 28 | 10 | +18 | Baraj de promovare în Liga a II-a |
| 3.  | Gloria Albești⁠(d)     | 39   | 9  | 3 | 1 | 5 | 9  | 26 | −17 |                                   |
| 4.  | Înainte Modelu⁠(d)     | 33   | 9  | 1 | 0 | 8 | 4  | 32 | −28 |                                   |

| Loc | Echipă           | Pct. | MJ | V | E | Î | GM | GP | DG  | Calificare                        |
| --- | ---------------- | ---- | -- | - | - | - | -- | -- | --- | --------------------------------- |
| 1.  | CS Tunari        | 59   | 9  | 6 | 1 | 2 | 30 | 13 | +17 | Baraj de promovare în Liga a II-a |
| 2.  | Popești-Leordeni | 50   | 9  | 5 | 2 | 2 | 21 | 14 | +7  | Baraj de promovare în Liga a II-a |
| 3.  | Moreni           | 36   | 9  | 4 | 1 | 4 | 11 | 16 | −5  |                                   |
| 4.  | Real Bradu⁠(d)    | 25   | 9  | 1 | 0 | 8 | 6  | 25 | −19 |                                   |

| Loc | Echipă            | Pct. | MJ | V | E | Î | GM | GP | DG | Calificare                        |
| --- | ----------------- | ---- | -- | - | - | - | -- | -- | -- | --------------------------------- |
| 1.  | CS Blejoi         | 59   | 9  | 5 | 2 | 2 | 18 | 14 | +4 | Baraj de promovare în Liga a II-a |
| 2.  | CSO Plopeni       | 45   | 9  | 3 | 4 | 2 | 9  | 6  | +3 | Baraj de promovare în Liga a II-a |
| 3.  | SR Brașov         | 39   | 9  | 1 | 6 | 2 | 11 | 13 | −2 |                                   |
| 4.  | Cetatea Râșnov⁠(d) | 37   | 9  | 1 | 4 | 4 | 11 | 16 | −5 |                                   |

| Loc | Echipă           | Pct. | MJ | V | E | Î | GM | GP | DG  | Calificare                        |
| --- | ---------------- | ---- | -- | - | - | - | -- | -- | --- | --------------------------------- |
| 1.  | CSM Alexandria   | 64   | 9  | 8 | 0 | 1 | 29 | 9  | +20 | Baraj de promovare în Liga a II-a |
| 2.  | Viitorul Dăești  | 48   | 9  | 6 | 0 | 3 | 18 | 10 | +8  | Baraj de promovare în Liga a II-a |
| 3.  | Sporting Roșiori | 44   | 9  | 4 | 0 | 5 | 16 | 23 | −7  |                                   |
| 4.  | Horezu⁠(d)        | 32   | 9  | 0 | 0 | 9 | 6  | 27 | −21 |                                   |

| Loc | Echipă                 | Pct. | MJ | V | E | Î | GM | GP | DG | Calificare                        |
| --- | ---------------------- | ---- | -- | - | - | - | -- | -- | -- | --------------------------------- |
| 1.  | CSM Deva               | 57   | 9  | 3 | 2 | 4 | 17 | 15 | +2 | Baraj de promovare în Liga a II-a |
| 2.  | CSO Filiași⁠(d)         | 54   | 9  | 5 | 2 | 2 | 15 | 12 | +3 | Baraj de promovare în Liga a II-a |
| 3.  | Gilortul Cărbunești⁠(d) | 49   | 9  | 4 | 1 | 4 | 11 | 14 | −3 |                                   |
| 4.  | Viitorul Șimian        | 44   | 9  | 3 | 1 | 5 | 10 | 12 | −2 |                                   |

| Loc | Echipă                  | Pct. | MJ | V | E | Î | GM | GP | DG  | Calificare                        |
| --- | ----------------------- | ---- | -- | - | - | - | -- | -- | --- | --------------------------------- |
| 1.  | Reșița                  | 61   | 9  | 6 | 1 | 2 | 16 | 3  | +13 | Baraj de promovare în Liga a II-a |
| 2.  | Șoimii Lipova           | 54   | 9  | 4 | 3 | 2 | 10 | 9  | +1  | Baraj de promovare în Liga a II-a |
| 3.  | Ghiroda/Giarmata Vii    | 49   | 9  | 4 | 1 | 4 | 15 | 12 | +3  |                                   |
| 4.  | Crișul Chișineu Criș⁠(d) | 32   | 9  | 1 | 1 | 7 | 9  | 26 | −17 |                                   |

| Loc | Echipă              | Pct. | MJ | V | E | Î | GM | GP | DG  | Calificare                        |
| --- | ------------------- | ---- | -- | - | - | - | -- | -- | --- | --------------------------------- |
| 1.  | Corvinul            | 77   | 9  | 8 | 1 | 0 | 26 | 7  | +19 | Baraj de promovare în Liga a II-a |
| 2.  | Unirea Ungheni      | 42   | 9  | 3 | 1 | 5 | 12 | 16 | −4  | Baraj de promovare în Liga a II-a |
| 3.  | Unirea Alba Iulia   | 41   | 9  | 3 | 2 | 4 | 12 | 18 | −6  |                                   |
| 4.  | Metalurgistul Cugir | 36   | 9  | 1 | 2 | 6 | 8  | 17 | −9  |                                   |

| Loc | Echipă                 | Pct. | MJ | V | E | Î | GM | GP | DG  | Calificare                        |
| --- | ---------------------- | ---- | -- | - | - | - | -- | -- | --- | --------------------------------- |
| 1.  | FC Bihor               | 61   | 9  | 7 | 0 | 2 | 21 | 10 | +11 | Baraj de promovare în Liga a II-a |
| 2.  | Gloria Bistrița Năsăud | 56   | 9  | 5 | 3 | 1 | 15 | 9  | +6  | Baraj de promovare în Liga a II-a |
| 3.  | CSM Satu Mare          | 45   | 9  | 2 | 1 | 6 | 7  | 16 | −9  |                                   |
| 4.  | Băile Felix⁠(d)         | 32   | 9  | 1 | 2 | 6 | 9  | 17 | −8  |                                   |

## Play-out
| Loc | Echipă                | Pct. | MJ | V | E | Î | GM | GP | DG  | Retrogradare                |
| --- | --------------------- | ---- | -- | - | - | - | -- | -- | --- | --------------------------- |
| 1.  | Miroslava             | 43   | 8  | 4 | 2 | 2 | 14 | 13 | +1  |                             |
| 2.  | Șomuz Fălticeni       | 36   | 8  | 2 | 3 | 3 | 9  | 10 | −1  |                             |
| 3.  | Rapid Brodoc          | 31   | 8  | 5 | 2 | 1 | 17 | 7  | +10 |                             |
| 4.  | Viitorul Darabani     | 27   | 8  | 3 | 2 | 3 | 8  | 10 | −2  |                             |
| 5.  | FK Csíkszereda II (R) | 14   | 8  | 1 | 1 | 6 | 5  | 13 | −8  | Retrogradare în Liga a IV-a |

| Loc | Echipă                 | Pct. | MJ | V | E | Î | GM | GP | DG  | Retrogradare                |
| --- | ---------------------- | ---- | -- | - | - | - | -- | -- | --- | --------------------------- |
| 1.  | Sporting Liești        | 49   | 10 | 7 | 1 | 2 | 21 | 10 | +11 |                             |
| 2.  | Focșani                | 47   | 10 | 5 | 1 | 4 | 23 | 9  | +14 |                             |
| 3.  | Viitorul Ianca         | 39   | 10 | 6 | 2 | 2 | 30 | 14 | +16 |                             |
| 4.  | FC Bacău⁠(d)            | 29   | 10 | 4 | 1 | 5 | 25 | 21 | +4  |                             |
| 5.  | Voința Limpeziș⁠(d) (R) | 18   | 10 | 4 | 1 | 5 | 19 | 20 | −1  | Retrogradare în Liga a IV-a |
| 6.  | Dacia U Brăila (R)     | 5    | 10 | 1 | 0 | 9 | 10 | 54 | −44 | Retrogradare în Liga a IV-a |

| Loc | Echipă                   | Pct. | MJ | V | E | Î | GM | GP | DG  | Retrogradare                |
| --- | ------------------------ | ---- | -- | - | - | - | -- | -- | --- | --------------------------- |
| 1.  | Dunărea Călărași         | 42   | 10 | 5 | 3 | 2 | 20 | 12 | +8  |                             |
| 2.  | Gloria Băneasa⁠(d)        | 42   | 10 | 4 | 2 | 4 | 18 | 20 | −2  |                             |
| 3.  | Voluntari II             | 39   | 10 | 6 | 3 | 1 | 27 | 12 | +15 |                             |
| 4.  | Recolta Gheorghe Doja⁠(d) | 37   | 10 | 3 | 3 | 4 | 18 | 21 | −3  |                             |
| 5.  | Agricola Borcea (R)      | 17   | 10 | 5 | 2 | 3 | 32 | 13 | +19 | Retrogradare în Liga a IV-a |
| 6.  | CS Amara⁠(d) (R)          | 8    | 10 | 0 | 1 | 9 | 3  | 40 | −37 | Retrogradare în Liga a IV-a |

| Loc | Echipă          | Pct. | MJ | V | E | Î | GM | GP | DG | Retrogradare                |
| --- | --------------- | ---- | -- | - | - | - | -- | -- | -- | --------------------------- |
| 1.  | Unirea Bascov   | 33   | 8  | 4 | 3 | 1 | 12 | 8  | +4 |                             |
| 2.  | CS Dinamo       | 32   | 8  | 3 | 1 | 4 | 12 | 13 | −1 |                             |
| 3.  | Câmpulung Elite | 28   | 8  | 6 | 0 | 2 | 13 | 8  | +5 |                             |
| 4.  | Pucioasa⁠(d)     | 25   | 8  | 3 | 1 | 4 | 10 | 10 | 0  |                             |
| 5.  | FCSB II (R)     | 21   | 8  | 1 | 1 | 6 | 7  | 15 | −8 | Retrogradare în Liga a IV-a |

| Loc | Echipă                   | Pct. | MJ | V | E | Î | GM | GP | DG  | Retrogradare                |
| --- | ------------------------ | ---- | -- | - | - | - | -- | -- | --- | --------------------------- |
| 1.  | Odorheiu Secuiesc        | 47   | 10 | 7 | 1 | 2 | 28 | 8  | +20 |                             |
| 2.  | Păulești⁠(d)              | 41   | 10 | 5 | 2 | 3 | 17 | 24 | −7  |                             |
| 3.  | Sepsi II                 | 35   | 10 | 5 | 1 | 4 | 26 | 15 | +11 |                             |
| 4.  | Olimpic Zărnești⁠(d)      | 31   | 10 | 4 | 3 | 3 | 23 | 18 | +5  |                             |
| 5.  | Kids Tâmpa Brașov⁠(d) (R) | 28   | 10 | 3 | 1 | 6 | 14 | 24 | −10 | Retrogradare în Liga a IV-a |
| 6.  | Târgu Secuiesc (R)       | 21   | 10 | 1 | 2 | 7 | 13 | 32 | −19 | Retrogradare în Liga a IV-a |

| Loc | Echipă                  | Pct. | MJ | V | E | Î | GM | GP | DG | Retrogradare                |
| --- | ----------------------- | ---- | -- | - | - | - | -- | -- | -- | --------------------------- |
| 1.  | Turnu Măgurele          | 40   | 10 | 3 | 3 | 4 | 14 | 12 | +2 |                             |
| 2.  | CS U Craiova II⁠(d)      | 35   | 10 | 4 | 4 | 2 | 26 | 18 | +8 |                             |
| 3.  | Petrolul Potcoava       | 33   | 10 | 2 | 5 | 3 | 11 | 17 | −6 |                             |
| 4.  | Cozia Călimănești⁠(d)    | 32   | 10 | 2 | 4 | 4 | 13 | 18 | −5 |                             |
| 5.  | Vedița Colonești⁠(d) (R) | 31   | 10 | 5 | 1 | 4 | 14 | 16 | −2 | Retrogradare în Liga a IV-a |
| 6.  | Minerul Costeşti⁠(d) (R) | 26   | 10 | 4 | 3 | 3 | 19 | 16 | +3 | Retrogradare în Liga a IV-a |

| Loc | Echipă               | Pct. | MJ | V | E | Î | GM | GP | DG  | Retrogradare                |
| --- | -------------------- | ---- | -- | - | - | - | -- | -- | --- | --------------------------- |
| 1.  | Voința Lupac⁠(d)      | 48   | 10 | 7 | 0 | 3 | 31 | 14 | +17 |                             |
| 2.  | Jiul Petroșani       | 35   | 10 | 2 | 1 | 7 | 8  | 15 | −7  |                             |
| 3.  | Viitorul II Pandurii | 32   | 10 | 7 | 0 | 3 | 22 | 14 | +8  |                             |
| 4.  | Retezatul Hațeg⁠(d)   | 31   | 10 | 6 | 0 | 4 | 17 | 14 | +3  |                             |
| 5.  | Aurul Brad (R)       | 30   | 10 | 5 | 1 | 4 | 16 | 17 | −1  | Retrogradare în Liga a IV-a |
| 6.  | Progresul Ezeriș (R) | 15   | 10 | 1 | 2 | 7 | 13 | 33 | −20 | Retrogradare în Liga a IV-a |

| Loc | Echipă                  | Pct. | MJ | V | E | Î | GM | GP | DG  | Retrogradare                |
| --- | ----------------------- | ---- | -- | - | - | - | -- | -- | --- | --------------------------- |
| 1.  | Progresul Pecica        | 47   | 10 | 8 | 0 | 2 | 29 | 13 | +16 |                             |
| 2.  | Phoenix Buziaș⁠(d)       | 44   | 10 | 8 | 1 | 1 | 30 | 10 | +20 |                             |
| 3.  | Avântul Periam          | 31   | 10 | 5 | 0 | 5 | 21 | 19 | +2  |                             |
| 4.  | Stár Bišnov⁠(d)          | 28   | 10 | 1 | 2 | 7 | 8  | 33 | −25 |                             |
| 5.  | ACB Ineu (R)            | 25   | 10 | 4 | 1 | 5 | 18 | 20 | −2  | Retrogradare în Liga a IV-a |
| 6.  | Gloria LT Cermei⁠(d) (R) | 16   | 10 | 2 | 0 | 8 | 12 | 23 | −11 | Retrogradare în Liga a IV-a |

| Loc | Echipă             | Pct. | MJ | V | E | Î | GM | GP | DG | Retrogradare                |
| --- | ------------------ | ---- | -- | - | - | - | -- | -- | -- | --------------------------- |
| 1.  | CSU Alba Iulia     | 38   | 10 | 5 | 2 | 3 | 15 | 12 | +3 |                             |
| 2.  | Tg. Mureș 1898     | 37   | 10 | 3 | 4 | 3 | 16 | 15 | +1 |                             |
| 3.  | Avântul Reghin     | 37   | 10 | 4 | 1 | 5 | 10 | 14 | −4 |                             |
| 4.  | Viitorul Cluj⁠(d)   | 31   | 10 | 4 | 3 | 3 | 13 | 10 | +3 |                             |
| 5.  | Sănătatea Cluj (R) | 27   | 10 | 4 | 1 | 5 | 20 | 17 | +3 | Retrogradare în Liga a IV-a |
| 6.  | CS Ocna Mureș (R)  | 22   | 10 | 4 | 1 | 5 | 17 | 23 | −6 | Retrogradare în Liga a IV-a |

| Loc | Echipă               | Pct. | MJ | V | E | Î | GM | GP | DG  | Retrogradare                |
| --- | -------------------- | ---- | -- | - | - | - | -- | -- | --- | --------------------------- |
| 1.  | SCM Zalău⁠(d)         | 52   | 10 | 8 | 1 | 1 | 22 | 4  | +18 |                             |
| 2.  | Minerul Ocna⁠(d)      | 37   | 10 | 5 | 1 | 4 | 11 | 11 | 0   |                             |
| 3.  | Sighetu Marmației    | 34   | 10 | 4 | 2 | 4 | 11 | 6  | +5  |                             |
| 4.  | Victoria Carei       | 30   | 10 | 5 | 1 | 4 | 15 | 19 | −4  |                             |
| 5.  | CFR II Cluj (R)      | 28   | 10 | 3 | 3 | 4 | 12 | 12 | 0   | Retrogradare în Liga a IV-a |
| 6.  | Șimleu Silvaniei (R) | 14   | 10 | 1 | 0 | 9 | 5  | 24 | −19 | Retrogradare în Liga a IV-a |

## Barajele de promovare în Liga a II-a
Pentru promovarea în Liga a II-a 2023-2024, echipele de pe primele două locuri din fiecare serie au trebuit să dispute două baraje, ambele în dublă-manșă (tur-retur). Meciurile tur din primul baraj au avut loc pe 24 mai 2023, iar returul pe 27 mai. Turul din cel de-al doilea baraj a avut loc pe 3 și 4 iunie, iar returul pe 7 iunie.
|  | Semifinale             | Semifinale     | Semifinale |   |                  | Finala | Finala | Finala |  |  |  |  |  |  |  |  |  |  |
|  |                        |                |            |   |                  |        |        |        |  |  |  |  |  |  |  |  |  |  |
|  | Râmnicu Sărat          | 1              | 0          |   |                  |        |        |        |  |  |  |  |  |  |  |  |  |  |
|  | Foresta Suceava        | 1              | 2          |   |                  |        |        |        |  |  |  |  |  |  |  |  |  |  |
|  | Foresta Suceava        | 1              | 2          |   | Foresta Suceava  | 0      | 0      |        |  |  |  |  |  |  |  |  |  |  |
|  |                        |                |            |   | Foresta Suceava  | 0      | 0      |        |  |  |  |  |  |  |  |  |  |  |
|  |                        | Ceahlăul       | 0          | 2 |                  |        |        |        |  |  |  |  |  |  |  |  |  |  |
|  | Ceahlăul               | Ceahlăul       | 0          | 2 | 1                | 2      |        |        |  |  |  |  |  |  |  |  |  |  |
|  | Ceahlăul               |                |            |   | 1                | 2      |        |        |  |  |  |  |  |  |  |  |  |  |
|  | Metalul Buzău          | 1              | 1          |   |                  |        |        |        |  |  |  |  |  |  |  |  |  |  |
|  | Metalul Buzău          | 1              | 1          |   |                  |        |        |        |  |  |  |  |  |  |  |  |  |  |
|  |                        |                |            |   |                  |        |        |        |  |  |  |  |  |  |  |  |  |  |
|  | Popești-Leordeni       | 2              | 1          |   |                  |        |        |        |  |  |  |  |  |  |  |  |  |  |
|  | Afumați                | 1              | 1          |   |                  |        |        |        |  |  |  |  |  |  |  |  |  |  |
|  | Afumați                | 1              | 1          |   | Popești-Leordeni | 2      | 1      |        |  |  |  |  |  |  |  |  |  |  |
|  |                        |                |            |   | Popești-Leordeni | 2      | 1      |        |  |  |  |  |  |  |  |  |  |  |
|  |                        | CS Tunari      | 1          | 3 |                  |        |        |        |  |  |  |  |  |  |  |  |  |  |
|  | Farul II Constanța⁠(d)  | CS Tunari      | 1          | 3 | 3                | 0      |        |        |  |  |  |  |  |  |  |  |  |  |
|  | Farul II Constanța⁠(d)  |                |            |   | 3                | 0      |        |        |  |  |  |  |  |  |  |  |  |  |
|  | CS Tunari              | 1              | 4          |   |                  |        |        |        |  |  |  |  |  |  |  |  |  |  |
|  | CS Tunari              | 1              | 4          |   |                  |        |        |        |  |  |  |  |  |  |  |  |  |  |
|  |                        |                |            |   |                  |        |        |        |  |  |  |  |  |  |  |  |  |  |
|  | Viitorul Dăești        | 3              | 6          |   |                  |        |        |        |  |  |  |  |  |  |  |  |  |  |
|  | CS Blejoi              | 4              | 2          |   |                  |        |        |        |  |  |  |  |  |  |  |  |  |  |
|  | CS Blejoi              | 4              | 2          |   | Viitorul Dăești  | 0      | 1      |        |  |  |  |  |  |  |  |  |  |  |
|  |                        |                |            |   | Viitorul Dăești  | 0      | 1      |        |  |  |  |  |  |  |  |  |  |  |
|  |                        | CSM Alexandria | 2          | 4 |                  |        |        |        |  |  |  |  |  |  |  |  |  |  |
|  | CSO Plopeni            | CSM Alexandria | 2          | 4 | 0                | 0      |        |        |  |  |  |  |  |  |  |  |  |  |
|  | CSO Plopeni            |                |            |   | 0                | 0      |        |        |  |  |  |  |  |  |  |  |  |  |
|  | CSM Alexandria         | 1              | 1          |   |                  |        |        |        |  |  |  |  |  |  |  |  |  |  |
|  | CSM Alexandria         | 1              | 1          |   |                  |        |        |        |  |  |  |  |  |  |  |  |  |  |
|  |                        |                |            |   |                  |        |        |        |  |  |  |  |  |  |  |  |  |  |
|  | Șoimii Lipova          | 0              | 2          |   |                  |        |        |        |  |  |  |  |  |  |  |  |  |  |
|  | CSM Deva               | 1              | 2          |   |                  |        |        |        |  |  |  |  |  |  |  |  |  |  |
|  | CSM Deva               | 1              | 2          |   | CSM Deva         | 2      | 2      |        |  |  |  |  |  |  |  |  |  |  |
|  |                        |                |            |   | CSM Deva         | 2      | 2      |        |  |  |  |  |  |  |  |  |  |  |
|  |                        | Reșița         | 3          | 3 |                  |        |        |        |  |  |  |  |  |  |  |  |  |  |
|  | CSO Filiași⁠(d)         | Reșița         | 3          | 3 | 2                | 0      |        |        |  |  |  |  |  |  |  |  |  |  |
|  | CSO Filiași⁠(d)         |                |            |   | 2                | 0      |        |        |  |  |  |  |  |  |  |  |  |  |
|  | Reșița                 | 2              | 5          |   |                  |        |        |        |  |  |  |  |  |  |  |  |  |  |
|  | Reșița                 | 2              | 5          |   |                  |        |        |        |  |  |  |  |  |  |  |  |  |  |
|  |                        |                |            |   |                  |        |        |        |  |  |  |  |  |  |  |  |  |  |
|  | Unirea Ungheni         | 1              | 3          |   |                  |        |        |        |  |  |  |  |  |  |  |  |  |  |
|  | FC Bihor               | 1              | 2          |   |                  |        |        |        |  |  |  |  |  |  |  |  |  |  |
|  | FC Bihor               | 1              | 2          |   | Unirea Ungheni   | 0      | 1      |        |  |  |  |  |  |  |  |  |  |  |
|  |                        |                |            |   | Unirea Ungheni   | 0      | 1      |        |  |  |  |  |  |  |  |  |  |  |
|  |                        | Corvinul       | 2          | 4 |                  |        |        |        |  |  |  |  |  |  |  |  |  |  |
|  | Gloria Bistrița Năsăud | Corvinul       | 2          | 4 | 1                | 1      |        |        |  |  |  |  |  |  |  |  |  |  |
|  | Gloria Bistrița Năsăud |                |            |   | 1                | 1      |        |        |  |  |  |  |  |  |  |  |  |  |
|  | Corvinul               | 2              | 2          |   |                  |        |        |        |  |  |  |  |  |  |  |  |  |  |